# Тинутуан
Тинуту́ан (индон. tinutuan) — блюдо индонезийской кухни, кулинарный специалитет жителей полуострова Минахаса в северной части острова Сулавеси, в особенности города Манадо, с чем связано его второе название — бубу́р-мана́до (индон. bubur Manado — «каша по-манадски»). Пользуется некоторой популярностью и в других районах страны.
Представляет собой довольно густую кашу на основе риса с обязательным добавлением тыквы, тапиоки либо батата, а также вариативных дополнительных ингредиентов — кукурузы, различных овощей, зелени, специй. Часто подаётся с набором небольших по объёму гарниров, которые, как правило, высыпаются на поверхность кушанья непосредственно перед едой.

## Происхождение и распространение

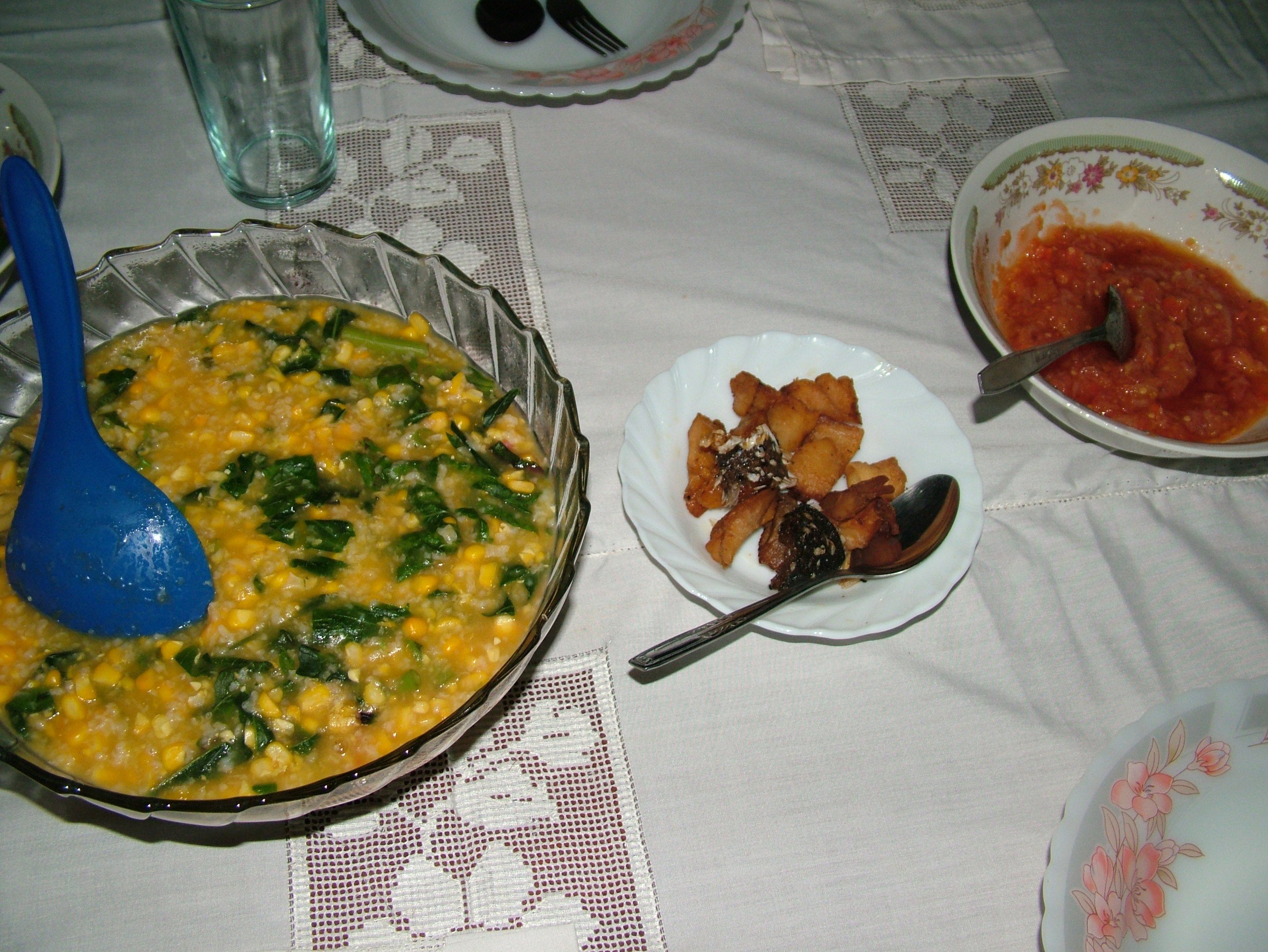
Тинутуан с большим количеством кукурузы, поданный с кусочками солёной рыбы и перечной пастой — самбалом

Родиной блюда является Манадо — административный центр провинции Северный Сулавеси, расположенный на северной оконечности полуострова Минахаса. На одном из местных языков, представляющем собой креолизированную форму малайского, слово «тинуту́ан» означает «мешанина», что в полной мере отражает характер этого кушанья, являющего собой варёную смесь многих продуктов. Считается, что практика приготовления тинутуана сложилась среди беднейшей части населения этой части Сулавеси, вынужденного для получения достаточной порции еды смешивать различные виды съестных припасов, преимущественно самых доступных и недорогих.
Тинутуан не является старинным блюдом — первые случаи подачи кушанья с таким названием относятся лишь к началу 1970-х годов. Тем не менее, сытная смесь риса с овощами очень быстро приобрела самую широкую популярность в северной части полуострова Минахаса. В самом же Манадо к началу XXI столетия сложился настоящий культ этого блюда: оно стало преподноситься в качестве главного специалитета местной кухни и активно пропагандироваться. При этом акцент делается не только на питательности тинутуана и его дешевизне, но и на допустимости его употребления в пищу для представителей различных религиозных конфессий. В выступлениях мэра и других официальных лиц манадского муниципалитета тинутуан часто фигурирует как этнокультурный символ этого города.
Столь выраженная акцентировка «привязки» тинтуана к Манадо привела к тому, что в других районах Сулавеси и за пределами острова это кушанье получило известность не столько под своим оригинальным названием, сколько как «бубу́р-мана́до» (индон. bubur manado), что означает «манадская каша», «каша по-манадски».

## Приготовление и разновидности

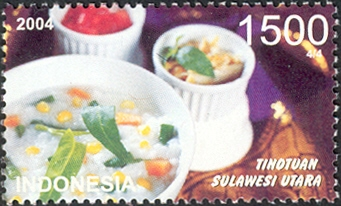
Индонезийская марка с изображением тинутуана как символа Северного Сулавеси

Основой для тинутуана служит варённый рис — фактически, рисовая каша, приготовленная на воде. Иногда в воду при изготовлении манадской каши добавляется кокосовое молоко. Когда рис достаточно разварится, в него добавляют другие продукты, которые, по необходимости, могут предварительно отвариваться отдельно. Важнейшим и практически неизменным ингредиентом блюда является мякоть тыквы, которая придаёт ему характерный желтоватый или светло-оранжевый оттенок. Почти все рецепты предусматривают употребление тапиоки или батата, некоторые — и того, и другого, многие — зёрен кукурузы, моркови, стручковой фасоли и вигны. В ход обязательно идёт та или иная зелень, которую обычно добавляют незадолго до завершения варки тинутуана: шпинат, ипомея водяная, лук-порей, зелёный лук, петрушка. Дополнительные ингредиенты добавляются в блюдо в достаточно большом количестве, так что их общий объём обычно сопоставим с объёмом риса, а нередко и превосходит его. В качестве специй чаще всего используются чеснок, челнобородник лимонный, базилик, лук-шалот, листья абельмоша, мелинджо, папайи и сизигиума многоцветкового.
В процессе приготовления блюдо регулярно помешивается для придания ему максимальной однородности. В готовом виде оно представляет собой кашу большей или меньшей густоты. Тыква, тапиока и батат обычно полностью смешиваются в основной массе, кукурузные зёрна, фасолевые стручки, морковь и зелень развариваются до весьма мягкого состояния.

## Подача и употребление

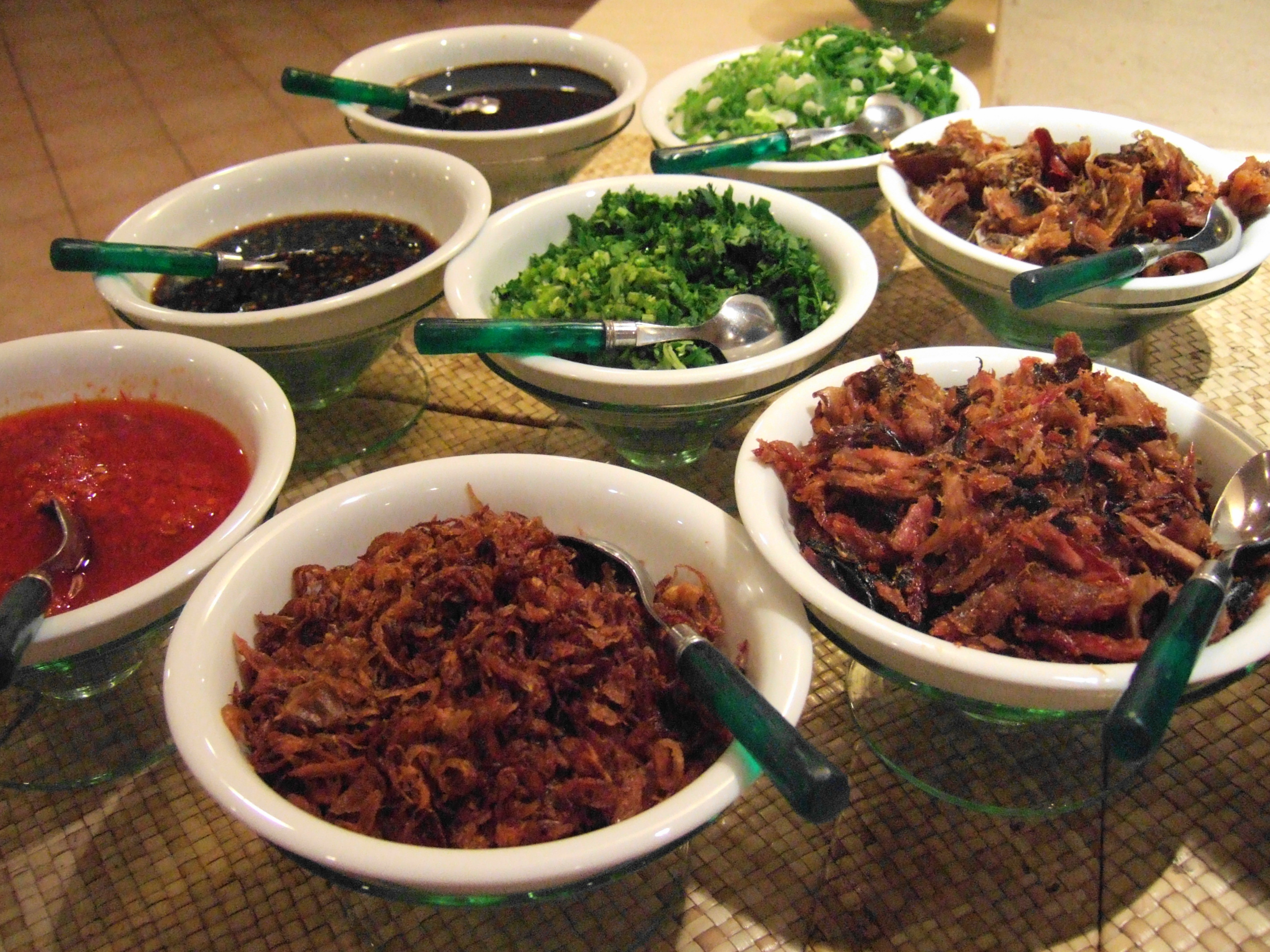
Набор гарниров, поданных к тинутуану

Есть тинутуан принято в горячем виде, как можно скорее после приготовления. В Манадо и на Северном Сулавеси в целом это кушанье популярно прежде всего в качестве плотного завтрака, однако может подаваться и в более позднее время суток.
Манадская каша является основным блюдом. К столу она подаётся, как правило, с набором гарниров, которые обычно сервируются в небольших мисочках или блюдечках, выставляемых рядом с порцией тинутуана. Количество таких гарниров может варьировать от одного-двух до десятка. Самыми популярными добавками к тинутуану служат жареный лук-шалот или репчатый лук, кусочки копчёной или вяленой рыбы, жареного тофу, рубленые варёные яйца, небольшие рыбные фрикадельки. Нередко среди гарниров фигурирует небольшая порция рича-рича — традиционного северосуматранского блюда, представляющего собой практически любые продукты животного происхождения — включая такие экзотические, как мясо летучих мышей, змей и собак — тушёные в очень остром соусе. Кроме того, помимо подобных гарниров к тинутуану традиционно подаются и различные приправы: соевый соус, самбал — густой пастообразный соус из красного перца, креветочная паста. Непосредственно перед едой гарниры и приправы добавляются по вкусу в порцию манадской каши.
Жители Северного Сулавеси часто готовят тинутуан дома, однако особой популярностью в тех местах он пользуется в ресторанной и уличной кухне. Это блюдо присутствует в меню заведений общественного питания всех уровней, а также повсеместно готовится на передвижных кухнях-тележках на улицах, рынках и в других людных местах. Кроме того, в Манадо и его окрестностях тинутуан принято готовить в ходе различных праздничных торжеств и прочих общественных мероприятий — народных гуляний, корпоративных сборищ, культурных фестивалей.